# K'noup Tomopoulos
K'noup Tomopoulos (* 4. října 1975, Kastoria, Řecko) je zpěvák a frontman americké rockové skupiny Viza. Již v roce 1992 se rozhodl proslavit jako zpěvák, čehož nakonec dosáhl s pomocí Serje Tankiana a jeho Serjical Strike Records, které se věnují hledání nových talentů.

## Život
K’noup se narodil 4. října 1975 v Kastorii, malém městečku na severu Řecka. Jeho otec byl podnikatel a s vidinou lepšího života se s celou rodinou (K’noup byl v té době ještě batole) přestěhoval do New Yorku. Tam však museli začít znovu od nuly. Tvrdá práce a úsilí, díky kterým K’noupův otec dokázal zajistit budoucnost své rodiny, se tak zrcadlí v K’noupově přístupu k práci a životu.
V roce 2000 zakládá K'noup kapelu Viza (tehdy ještě psáno Visa), kde začínal s jedním z dnešních členů Vizy Hiramem Antoniem Rosariem.

## Viza
V roce 2002 odchází K’noup z New Yorku do Los Angeles, kde se začíná plně věnovat hudbě. Jejich hudba se dá přirovnat k jakémusi mixu kapel System of a down a Gogol Bordello. Jedná se o rockovou hudbu s prvky hudby arménské a řecké, čehož členové skupiny docílí používáním netradiční hudebních nástrojů, jako jsou např. oud, duduk nebo perkuse. Tyto nástroje používají v kombinaci s klasickými rockovými nástroji, což má za výsledek originální alternativní až folkovou hudbu.

## Diskografie

### VIZA
- Maktub (2006)
- Eros (2008)
- Made in Chernobyl (2010)
- Carnivalia (2011)
- Aria (2014)

### EP, Singles
- Visa (EP) (2001)

- De Facto (EP) (2007)

- Bake me in clouds (Single) (2011)

- Alabama Song (Whisky Bar) (Single) (2012)
- In Coins (Single) (2014)
- Midnight Hour (Single) (2014)
- Fuego (Single) (2014)
- When Doves Cry (Single) (2014)
- Naive Melody (Single) (2014)
- The Unorthodox Revival I (EP) (2018)
- The Unorthodox Revival II (EP) (2018)
- Eros (Single) (2019)
- Loyal Tea (Single) (2020)

### Live Koncerty
- Live Trabendo (2019)